# Den svenska skoindustrin
Den svenska skoindustrin definieras som den omfattande, industrialiserade och mekaniserade tillverkningen av fotbeklädnader i Sverige. Den svenska skoindustrins historia löper från det tidiga 1800-tal till sena 1900-talet. Dess livstid präglades av motgångar såväl som framgångar, 2022 är den helsvenska skoindustrin reducerad till endast ett fåtal företag, men under sin storhetstid var det en omfattande och lönsam industri. Den svenska skoindustrin genomgick en industrialiseringsprocess under sent 1800-tal och mellan 1890 och 1950 var det en betydande industri. Genom att tillämpa skyddstullar, importera maskiner och omstrukturera skomakeriet kunde den svenska skoindustrin blomstra.

## Historia

### Bakgrund
Innan skomakeriet industrialiserades och slutligen blev en fullfjädrad industri bestod den svenska skobranschen huvudsakligen av handskomakare, som på beställning tillverkade handgjorda och specifikt anpassade skor till kunder. Verksamheten var fram till 1870-talet baserad på lokal försäljning, eftersom material i form av läder och skinn distribuerades av närliggande bondgårdar, samtidigt som försäljningen bestod av att skomakaren reste mellan närliggande hushåll och gårdar för att tillverka en årsförbrukning av skor till hela familjer. Denna form av skomakeri bestod ända in på tidigt 1920-tal, men praktiserades då enbart på landsbygden, medan fabriker och verkstäder hade etablerats i städerna.

### Industrins framväxt
Den svenska skoindustrin kom att växa fram under den senare hälften av 1800-talet, en process som kan härledas till flera olika faktorer. Partiskomakeriet tillsammans med mekaniseringen och tullar resulterade i den svenska skoindustrins framväxt.  

#### Partiskomakeri
1839 förändrades branschen när Anders Andersson uppfann partiskomakeriet som gick ut på att tillverka en typ av sko i flera storlekar för omfattande distribution, till skillnad från det traditionella skomakeriet som tillverkade skräddarsydda skor för enskilda kunder. Partiskomakeriet visade sig framgångsrikt och under sent 1800-tal kulminerade dess omfattning. Partiskomakeriet kom även att bli först med etableringen av verkstäder, där flera skomakare kunde arbeta tillsammans. Detta ökade effektiviteten och drev ned priset på den slutgiltiga produkten, samtidigt som skorna kunde distribueras till ett större försäljningsområdet. Partiskomakeriets framfart kom att bli startskottet för skoindustrin eftersom det innebar det första steget mot masstillverkning och en industrialisering av branschen.

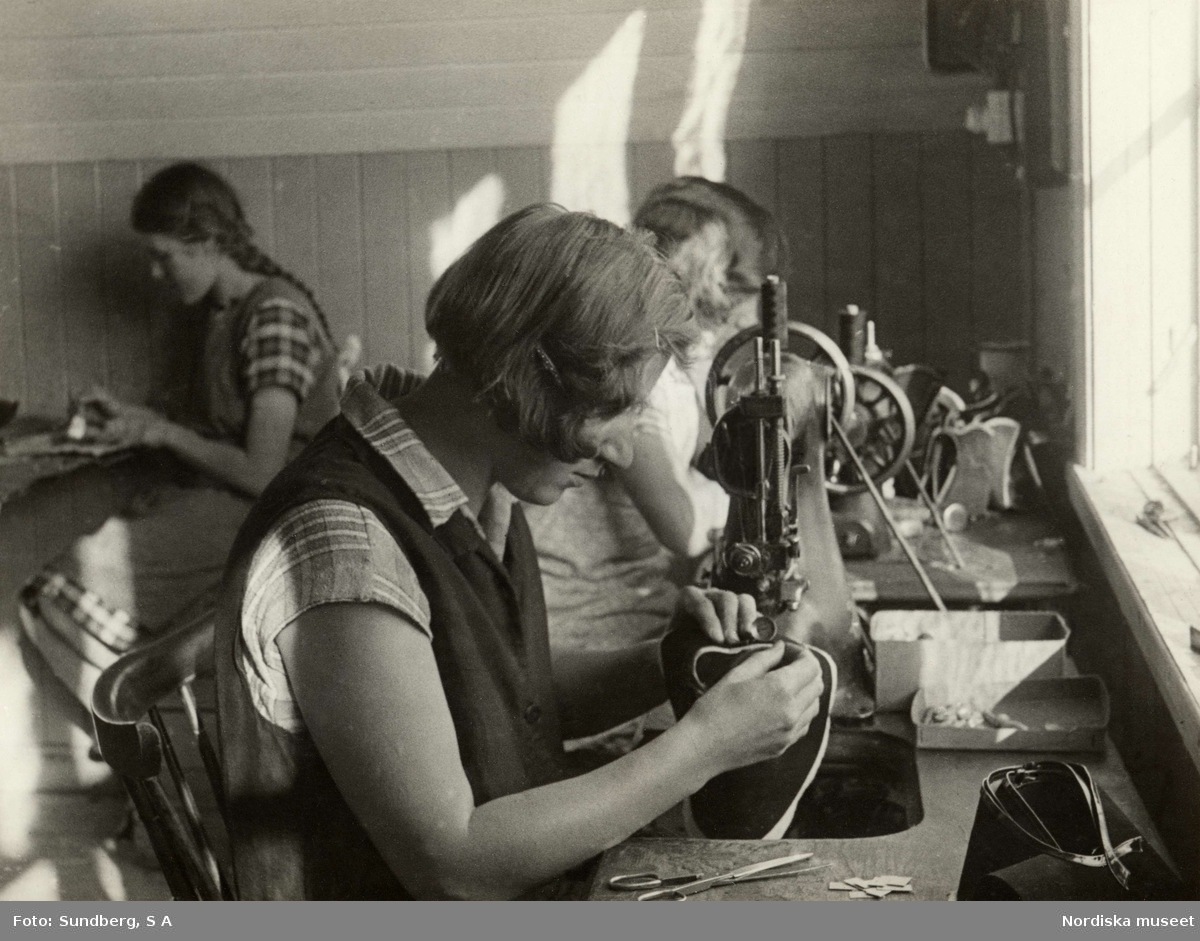
Arbetare använder en nåtlingsmaskin i Bröderna Larssons skofabrik i Kumla, Närke 1929.

#### Mekanisering
Den första maskin som kom att nyttjas inom skomakeriet var nåtlingsmaskinen. Nåtlingsmaskinen, eller skomakarmaskinen som den också kallades introducerades 1865, men blev först allmänt utbredd under 1870-talet. Maskinen är en vidareutvecklingen av symaskinen och är av en kraftfullare art, som till skillnad från symaskinen kan effektivt sy material som skinn och läder, vilket gör att den lämpar sig perfekt för skoproduktion. Maskinen bidrog ytterligare till att alltfler skomakare etablerade verkstäder istället för att bedriva försäljningen på resande fot eftersom maskinen var stationär.
Parallellt med partiskomakeriets succé utvecklades maskiner i USA som var designade för att automatisera och ersätta delar av hantverksaspekten, vilket skulle bidra till en ökad effektivitet. Dessa maskiner nådde Sverige via Anders Fredrik Carlsson som var först med att nyttiggöra maskiner inom hantverket. 1860 öppnades dörrarna till A.F Carlssons partiskomakeriverkstad i Vänersborg, som 1873 övergick till en mekaniserad skofabrik i och med tillämpningen av maskiner. Verksamheten upplevde stor framgång tack vare mekaniseringen, och expanderade från ett 70-tal anställda till cirka 500 år 1900. A. F Carlsson banade i stor uträckning vägen för den svenska skoindustrin och verksamhetens framgång uppmuntrade liknande initiativ. Mekaniseringen bidrog även till att löpandebandprincipen tillämpades för att ytterligare påskynda produktionen. Produktionen sönderdelades och arbetare tilldelades specifika arbetsuppgifter. Trots att produktionen mekaniserades var det fortfarande en arbetsintensiv process och den industriella skoproduktionen beskrevs som "ett mekaniserat hantverk".

#### Skyddstull
Vid expansionen av den svenska skoindustrin såg man dess potential och för att värna om industrins tillväxt införde man en skyddstull på 1890-talet, vilket är en tull som syftar på att skydda den inhemska industrin. Industrin fick genom tullen en chans att växa till sig och kunna bli konkurrenskraftigt, så att vid öppnandet av import skulle industrin kunna konkurrera med de utländska företagen. Skyddstullen kom att bli ovärderlig för industrin och utan den hade den svenska industrin aldrig kunnat bli en fullfjädrad och slagkraftig industri.

### Etablerad industri
Vid 1910-talet hade skoindustrin växt i flera decennier och nu blivit en betydande industri, med mer än 80 fabriker och 7 300 arbetare landet över. Vid denna tidpunkt var den svenska skoindustrin starkt utpräglad, då majoriteten av de stora fabrikerna hade etablerats.    

#### Åren före och under första världskriget (1910–1920)

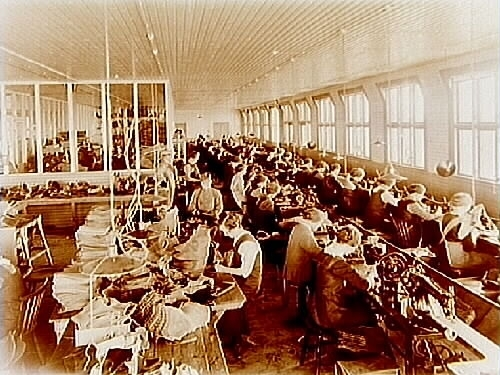
En bild från Skofabriken Rex AB i Närke, Örebro, tagen 1916 av Samuel Lindskog.

Den relativt unga industrin såg stor framgång i dess tidiga skede, under de första världskrigsåren. Det pågående kriget ledde till ökad efterfrågan av militärskor, och Sverige kunde exportera skor till deltagande länder som Ryssland och Österrike, vilket generade betydande intäkter. Detta resulterade i att mellan åren 1913–1915 växte skoindustrin i antalet arbetare från 7 300 till 8 538. Den omfattande exporten skulle dock komma att bli problematisk eftersom det redan rådde brist på läder och skinn. Exporten resulterade i ytterligare knapphet på material, som senare kulminerade i att priserna för skor sköt i höjden samtidigt som försäljningen avtog dramatiskt. Efter att bristen blivit ett faktum avskedades eller slutade hela 1 300 personer inom skoindustrin, som en följd av de minskade intäkterna. Den utbredda bristen på skor ledde också till att rykten spreds gällande eventuella skokort som skulle begränsa antalet skor man kunde köpa, vilket skapade masshysteri och folk köade utanför skobutiker för att lägga beslag på en hel årsförbrukning av skor. Skoransoneringskorten blev aldrig verklighet, men däremot infördes ransoneringar för skoläder. Ransoneringarna ledde i sig till att skoföretag började experimentera med surrogat material för att ersätta skoläder och man började tillverka skor av trä och papp. Efter krigets slut 1919 upphörde materialbristen och industrin kunde återhämta sig.

#### Depressionen och det andra världskriget (1920–1945)
Perioden mellan 1920 och 1950 präglades av både tillväxt och motgång för den svenska skoindustrin. När industrin återhämtade sig efter materialbristen kunde den erfara en tillväxt i omfattning, trots den rådande ekonomiska depressionen. Ett flertal småskaliga företag startades, varav de flesta hade kort varaktighet och hamnade ofta i konkurs, speciellt under 1930-talet. År 1934 fanns det totalt 74 skofabriker i Örebro och endast 4 år senare, 1938, var 122 fabriker belägna i Örebro. Det faktum att antalet fabriker i Örebro nästan dubblerats mellan 1934 och 1938 vittnar om den stora tillväxten skoindustrin genomgick. Depressionen innebar precis som för andra industrier en minskad lönsamhet med följande nedskärningar ofta bestående av personalnedskärning. Efter depressionen hade skoindustrin återhämtat sig och skulle komma att återigen börja tillverka militärskor för export till krigförande länder i det andra världskriget. Precis som under det första världskriget var detta en lönsam affär, tills det att en råvarubrist lamslog industrin 1942 och kom att leda till arbetslöshet och avsättningssvårigheter. 

#### Efterkrigstiden (1945–1955)
Den prövande tiden efterföljdes av en givande period under sent 1940-tal till tidigt 1950-tal. Läderbristen hade återigen upphört samtidigt som de allmänna levnadsförhållandena fortsatte att förbättras och fabrikerna utvecklade effektivare tillverkningsmetoder. Dessa faktorer samspelade och kulminerade i en hög efterfrågan och därmed en betydande lönsamhet. Den senare hälften av 1950-talet skulle dock komma att innebära den svenska skoindustrins oundvikliga nedgång och slutgiltiga dödsdom.

#### Produktion
Produktionsplaneringen var mycket viktig för skoindustrin. Inom majoriteten av dåtidens fabriker var produktionen uppdelad över olika avdelningar som ansvarade för varsin del i produktionsledet. Beroende på vilken typ av sko som tillverkades fanns det olika avdelningar, men normalt sett användes alltid skärnings-, nåtlings-, stans-, bottnings- och packavdelningen. Skärningsavdelningen var den första i ledet som ansvarade för skärningen av lädret, som senare syddes fast på nåtlingsavdelningen. På stansavdelningen tillverkades sulan och klackarna, sedan sammanfördes klackarna och det redan påsydda lädret i bottningsavdelningen eller maskinavdelningen som den också kallades. Slutligen färdigställdes skon genom putsning och nedpackning på packavdelningen. Eftersom produktionen var uppdelad i så många led byggde effektiviteten på att varje arbetare och maskin gjorde sin del. Arbetsfördelningen mellan män och kvinnor inom industrin var väldigt tydlig och det rådde en stark tradition om vilket kön som ansvarade för respektive uppgift. Kvinnorna inom industrin arbetade generellt sett med enklare uppgifter som inte krävde en särskild yrkeserfarenhet, samtidigt som de rådde en stark tradition om att kvinnor endast tilläts arbeta vid avdelningar som innebar att de satt ned. Männen å andra sidan tilldelas ofta arbetsuppgifter som krävde erfarenhet och de ansvarade för samtliga maskiner eftersom det jobbet oftast krävde att man stod upp vid arbetet.

##### Utbud
Trots att den svenska befolkningen med industrins genombrott fick tillgång till fler skor med större variation, hade den nyetablerade industrin endast en liten påverkan på det rådande skomodet. Istället påverkades skomodet i stor utsträckning av de utländska trenderna, synnerligen mycket inflytande hade USA. Vilken typ av sko som en fabrik tillverkade i Sverige berodde på fabrikens storlek, men generellt sett specialiserade sig mindre fabriker på en eller ett fåtal typer av skor, medan de stora företagen kunde producera flera varianter till olika säsonger. De stora fabrikerna gynnades av sitt stora utbud eftersom allt råmaterial kunde nyttjas, samtidigt som de var bättre förbereda för de olika säsongerna som innebar olika moden. Verksamheterna med ett mångfaldigt utbud kom dock senare att specialisera sig mot skoindustrins slut, eftersom genom den breda variationen kom somliga maskiner ej i bruk, då man endast kunde tillverka en typ av sko åt gången.

#### Belägenhet
Under 1890-talet grundades flera betydande skofabriker, varav en stor del i Närke, specifikt i Kumla och Örebro. Mer än hälften av all verksamhet som utgjorde den svenska skoindustrin var belägen i Örebro län under 1930-talet, följaktligen spreds ett ordspråk som lydde "I Kumla bor det mer skomakare än folk". Dessa städer kom att bli ett centrum för den svenska skoindustrin, tack vare de gynnsamma förhållandena städerna erbjöd. De ny lagda järnvägarna erbjöd omfattande transportmöjligheter, samtidigt som tillgång till rikligt med material och arbetskraft fanns med omnejd. Utöver Närke fanns det även skoindustrikluster i Malmö, Trollhättan och Stockholm.

#### Biindustrier
Industrin i Kumla, Örebro och Malmö skapade en marknad för underleverantörer och vid skoindustrin storhetstid försörjde de en rad olika biindustrier. Den absolut viktigaste underleverantören var garveribranschen som omvandlade djurhudar och skinn till brukbart läder. Skoindustrin ansvarade för 75 % av garveriindustrins intäkter under tidigt 1900-tal, samtidigt som skoindustrin världen över sysselsatte 5000 personer inom skomaskinsbranschen. Slutligen främjade skoindustrin branscher som tillverkade sytråd, klister och en rad andra material som krävdes vid skotillverkning.

### Industrins förfall
Skoindustrins storhetstid varade mellan 1890 och 1960 och det finns ett flertal orsaker till att industrin till en början stagnerade för att den sedan skulle genomlida en nedgång. Den mest betydande faktorn som kom att bidra till skoindustrins förfall var öppnandet av import för utländska skor. 1890 stiftades en skyddstull som syftade till att skydda den unga skoindustrin så att den skulle kunna växa och bli konkurrenskraftig, men när tullen hävdes kom det att bli nådastöten för industrin. Den svenska skoindustrin var ej kapabel att konkurrera med de utländska alternativen i avseende till pris. Detta berodde på att skomakeriet inom Sverige var en relativt välbetalt sysselsättning, samtidigt som en stor del av arbetarna var män. Denna typ av personalkonstellation var väsensskild från de konkurrerande ländernas industrier. Majoriteten av arbetarna var kvinnor, samtidigt som lönerna var lägre. Detta ledde till att produktionskostnad i Sverige var högre, och därmed blev den slutgiltiga produkten också dyrare. 1950 importerades endast 5 % av skorna i Sverige, vid hävningen av importskyddet steg importnivån markant och 1966 utgjorde importerade skor 50 % av konsumtionen. Till en början ansågs den ökande importen endast vara petitess och för att skoindustrin skulle blomstra igen trodde man att företagen endast behövde genomföra omstruktureringar. Detta kom dock att bli lönlöst, och när skojättarna Oscaria och Kembels skofabriks AB förklarades konkurs i slutet av 1960-talet begrepp man situationens fulla allvar. Vid 1970-talet kvarstod endast ett fåtal företag som också kom att läggas ned, varav det sista helsvenska företaget Rex skofabrik försattes i konkurs 1981.

#### Industrin under 2000-talet
Den helsvenska skoindustrin är nästintill utdöd vid 2000-talet. Från industrins glansdagar kvarstår endast ett fåtal företag, då små som stora företaget tvingades avveckla verksamheten i takt med ökade importer. Ett av de företag som än är aktiva idag är Arbesko, vilket är tack vare dess innovativa förhållningssätt. Arbesko specialiserade sig på arbetsskor samtidigt som de effektivt har kunnat utnyttja offshoring genom att placera fabriker i Brasilien för att minska produktionskostnaden. Men Arbesko var säregna i sitt förhållningssätt och anrika institutioner som A.F Carlsson och Oscaria tvingades förklara konkurs under 1960-talet. 2022 är den absoluta majoriteten av skorna i Sverige importerade, 1989 importerades 90 % av skorna i Sverige samtidigt som antalet skoarbetare i Sverige för första gången på ett sekel understeg 1000 arbetare. De svenska skoföretag som finns än är aktiva idag har som Arbesko fördelat sin verksamhet i olika länder, och inget av dessa företag har en helsvensk verksamhet.